# Нинки-нанка
Нинки-нанка — существо из западноафриканского фольклора. Описания его различны, но в большинстве легенд говорится, что животное подобно рептилии или, возможно, дракону.
Согласно легендам, Нинки-нанка обитает в болотах Западной Африки. Существо, как сообщается, очень большое и очень опасное. Когда дети ведут себя слишком уверенно и могут ослушаться родителей и пойти в болота, родители говорят им, что в этом случае будут съедены Нинки-нанка. Легенды об этом существе никогда не были записаны в каком-либо виде аборигенами, но широко распространились в устном виде от племени к племени по всей Африке.
Европейцы узнали о легендах о данном существе в 1935 году, когда одна из историй была записана британским врачом Томасом Далримплом. Существует песня под названием «Ninki Nanka» в альбоме Casamance au clair de lune (1984) сенегальской группы Touré Kunda.
Группа «охотников на драконов» из Центра аномальной зоологии (CFZ) отправилась в Гамбию летом 2006 года для расследования сообщений о Нинки-нанка и получения показаний от тех, кто утверждал, что видел это мифическое существо. Один из респондентов, утверждавших, что сталкивался с Нинки-нанка, сказал, что внешне это существо было похоже на китайского дракона. Экспедиция, известная как «Экспедиция в Гамбию 2006 года памяти Даунса», получила относительное внимание со стороны средств массовой информации, в том числе освещалась в отдельной статье на BBC Online. Никаких убедительных доказательств существования данного животного найдено не было.

## Источник
- Нинки-нанка (автор Qfwfq) // Энциклопедия Нитяника